# Erik Spoelstra
Erik Spoelstra (ur. 1 listopada 1970 w Evanston) – amerykański trener koszykówki. Obecnie główny szkoleniowiec Miami Heat, które występuje w lidze NBA. Jest pierwszym trenerem w NBA o filipińskich korzeniach. W latach 2001–2008 był asystentem trenera i dyrektorem od spraw rekrutacji nowych zawodników w Miami Heat. W ciągu trzech lat, które spędził na stanowisku pierwszego trenera, Heat wygrali 148 meczów i trzykrotnie awansowali do fazy play-off. W 2011 poprowadził Heat do finału NBA, w którym jednak przegrali z Dallas Mavericks. W sezonach 2011/12 oraz 2012/13 zdobył z Miami Heat mistrzostwo NBA.

## Kariera

### Początki
Erik dorastał w Portland, gdzie uczęszczał do jezuickiej szkoły średniej. W 1992  ukończył studia na miejscowym uniwersytecie Portland. Jest  trzecim najlepiej asystującym zawodnikiem w historii Jesiut High School (488 asyst), trzecim pod względem celnych rzutów za 3 punkty (156) i szóstym zarówno w procentowej skuteczności w rzutach 3-punktowych (38,4%), jak i rzutach osobistych (82,4%).
Przez cztery lata studiów na uniwersytecie w Portland regularnie wychodził w pierwszej piątce uczelnianego zespołu Pilots. Przez całe studia notował średnio 9,2 punktów, 4,4 asyst, 2,4 zbiórki na mecz. Został również wybrany najlepszym debiutantem w konferencji zachodniego wybrzeża.
Po ukończeniu studiów dwa lata spędził jako zawodnik i trener w niemieckim zespole TuS Herten (później Herten Ruhr Devils).

### Miami Heat
Do NBA trafił w 1995, kiedy to Miami Heat zatrudnili go jako analizatora wideo. Po dwóch latach awansował na stanowisko asystenta, a w 1999 zostało mianowany skautem drużyny. W 2001 został dyrektorem ds. skautingu.
Będąc asystentem trenera, wygrał z Miami Heat mistrzostwo NBA w sezonie 2005-2006. Jego zespół pokonał wtedy Dallas Mavericks, wychodząc z niekorzystnego stanu 0-2.
W kwietniu 2008 zastąpił na stanowisku głównego trenera Miami Heat Pata Rileya, który został generalnym managerem. W 2011 poprowadził Heat do finału NBA, w którym jednak przegrali z Dallas Mavericks. W sezonach 2011/12 oraz 2012/13 zdobył z Miami Heat mistrzostwo NBA.

Obecna gra musi opierać się na technicznie wyszkolonych, nowatorskich i bystrych młodych trenerach. Dlatego też postawiliśmy na Erika Spoelstrę. Ten człowiek urodził się by zostać wybitnym trenerem - Pat Riley.

### Osiągnięcia

#### Zawodnicze
NCAA
- Najlepszy pierwszoroczny zawodnik konferencji West Coast (1989)

#### Trenerskie
Drużynowe
- Mistrzostwo NBA (2006¹, 2012, 2013)
- Wicemistrzostwo NBA (2011, 2014, 2020, 2023[8])

Indywidualne
- Trener drużyny:
  - Wschodu podczas meczu gwiazd NBA (2013)
  - Kevina Duranta podczas meczu gwiazd NBA (2022)[9]

Reprezentacja
- Mistrzostwo olimpijskie (2024 – jako asystent trenera)[10]
- Uczestnik mistrzostw świata (2023 – 4. miejsce)¹[11]

¹ – jako asystent trenera

## Życie prywatne
Jest synem Jona Spoelstry, który posiada korzenie irlandzko-holenderskie. Był on również kierownikiem zespołu Portland Trail Blazers, Denver Nuggets, Buffalo Braves i New Jersey Nets. Jego matką jest Elisa Celino, pochodząca z San Pablo na Filipinach.